# Orange/Newark Tornadoes
Los Orange Tornadoes y Newark Tornadoes fueron dos manifestaciones de una franquicia de fútbol americano profesional y longevo
que existío de alguna forma entre 1987-30 y 1963-71, después de haber jugado en la NFL entre 1929 y 1930, la American Association
de 1936 a 1941, la Atlantic Coast Football League de 1963 a 1964 y 1970 a 1971, y la Continental Football League de 1965 a 1969.
El equipo se situó la mayor parte de su historia en Orange, New Jersey, y en sus últimos años en
Newark. Sus últimos cinco años de existencia fueron como Orlando Panthers, cuando el equipo se situó en
Orlando, Florida. La franquicia fue vendida de nuevo a la NFL en octubre de 1930. El equipo tuvo cuatro entrenadores
en jefe en sus dos años en la NFL - Jack Depler en Orange, y Jack Fish, Al McGall y Andy Salata en Newark.
En 1929, Orange experimentó con el uso de las letras en lugar de números en las camisetas de los jugadores.

## Temporadas
| [ 1 ]            | Año  | V  | D  | E | Resultado                      | Entrenador(es)                    |
| ---------------- | ---- | -- | -- | - | ------------------------------ | --------------------------------- |
| Orange Tornadoes | 1929 | 3  | 5  | 4 | 6.º, NFL                       | Jack Depler                       |
| Newark Tornadoes | 1930 | 1  | 10 | 1 | 11ro, NFL                      | Jack Fish, Al McGall, Andy Salata |
| Orange Tornadoes | 1936 | 4  | 4  | 0 | 5.º, AA                        |                                   |
| Newark Tornadoes | 1937 | 6  | 1  | 3 | 1.º, AA                        |                                   |
| Newark Tornadoes | 1938 | 2  | 5  | 0 | 6.º, AA                        |                                   |
| Newark Bears     | 1939 | 6  | 2  | 1 | Campeón AA                     |                                   |
| Newark Bears     | 1940 | 5  | 5  | 1 | 4.º, AA                        |                                   |
| Newark Bears     | 1941 | 3  | 6  | 0 | 5.º, AA                        |                                   |
| Newark Bears     | 1963 | 11 | 1  | 0 | 1.º, Campeón ACFL              | Steve Van Buren                   |
| Newark Bears     | 1964 | 12 | 1  | 1 | 1.º, ACFL Sur, perdió la final | Steve Van Buren                   |
| Newark Bears     | 1965 | 5  | 9  | 0 | 5.º, CFL Atlántico             | Steve Van Buren                   |
| Orlando Panthers | 1966 | 12 | 2  | 0 | 2.º, CFL                       |                                   |
| Orlando Panthers | 1967 | 11 | 3  | 0 | Campeón CFL                    |                                   |
| Orlando Panthers | 1968 | 10 | 2  | 0 | Campeón CFL                    |                                   |
| Orlando Panthers | 1969 | 10 | 2  | 0 | Perdió las semifinales CFL     |                                   |

- Un registro completo de todos los juegos hasta 1933 pueden ser encontrado aquí.